# 1992年夏季奧林匹克運動會摩納哥代表團
1992年夏季奧林匹克運動會摩納哥代表團參加1992年7月25日至8月9日在西班牙巴塞隆拿舉行的1992年夏季奧林匹克運動會，摩納哥今次是第十四次參加夏季奧林匹克運動會，派出兩名運動員參加游泳及射擊比賽。

## 比賽成績

### 射擊
一名運動員代表摩納哥參賽，這是該國第十一次參加射擊比賽。
| 法比安·迪亞托-帕塞蒂 | 女子10公尺空氣步槍 | 381 | 39/45 |

### 游泳
一名運動員代表摩納哥參賽，這是該國第三次參加游泳比賽。
| 克里斯托夫·韋爾迪諾 | 男子100米蛙泳       | 1:07.90 | 48/58 |
| 克里斯托夫·韋爾迪諾 | 男子200米蛙泳       | 2:23.33 | 36/52 |
| 克里斯托夫·韋爾迪諾 | 男子200米個人混合泳 | 2:12.46 | 43/52 |